# 林煥
林煥，福建福州府闽县人，明朝政治人物。
成化十九年，福建癸卯乡试中舉。成化二十年（1484年）甲辰科進士，官至户部主事。